# Catedral de San José Obrero (Tagbilaran)
El templo diocesano y catedral parroquial de San José Obrero, popularmente catedral de Tagbilaran (en filipino: Katedral ng Tagbilaran), es una catedral parroquial católica en la ciudad de Tagbilaran, capital de la provincia de Bohol (región de las Bisayas Centrales), Filipinas. Fundada originalmente en 1595 y consagrada en 1768 (siendo la iglesia actual de 1855), es la sede de la diócesis de Tagbilaran y recibe el nombre del santo patrón de Bohol, San José Obrero. Se encuentra junto a la plaza de la ciudad, una ubicación típica del planeamiento urbanístico español de la época.
El edificio ecléctico con su fachada neorrománica es una notable representación de la arquitectura colonial española tardía en las islas, muestra de la pervivencia del legado hispánico a través en la edificación religiosa. Fue declarado monumento de interés nacional por la Comisión Histórica Nacional de Filipinas en 1973.

## Descripción
La catedral se encuentra en el sitio de una antigua iglesia de piedra jesuita del siglo XVI. Su fachada está inspirada en la arquitectura neorrománica, caracterizada por sencillos arcos en voladizo (ménsula corta) y ventanas estilizadas, y frente a ella – una estatua del patrón provincial en forma de José de Nazaret sosteniendo al Niño Jesús.
El edificio ha sido objeto de muchas renovaciones a lo largo de los años, incluida una importante ampliación de la estructura. Aunque de la iglesia jesuita original no se quedan restos, sí se han conservado elementos históricos más tardíos, como los dos altares laterales barrocos, la estatua de San José del siglo XVIII y el altar mayor de finales del mismo siglo, diseñado en estilo neoclásico. La iglesia también conserva una importante colección de textos históricos, incluido el fragmento de un insólito diccionario bisayo, también del mismo siglo.

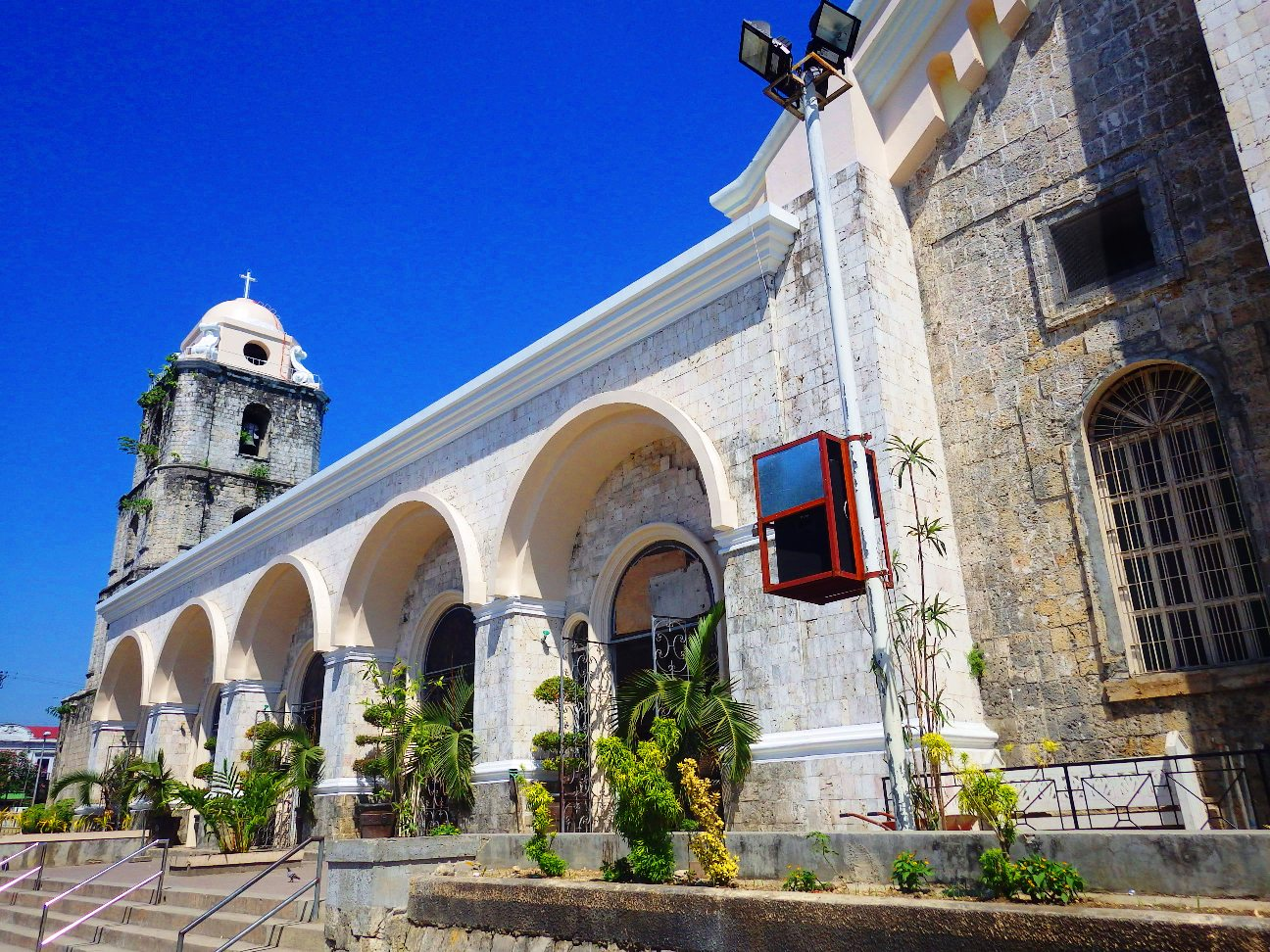
Vista de los espacios arqueados de la catedral desde el oeste.

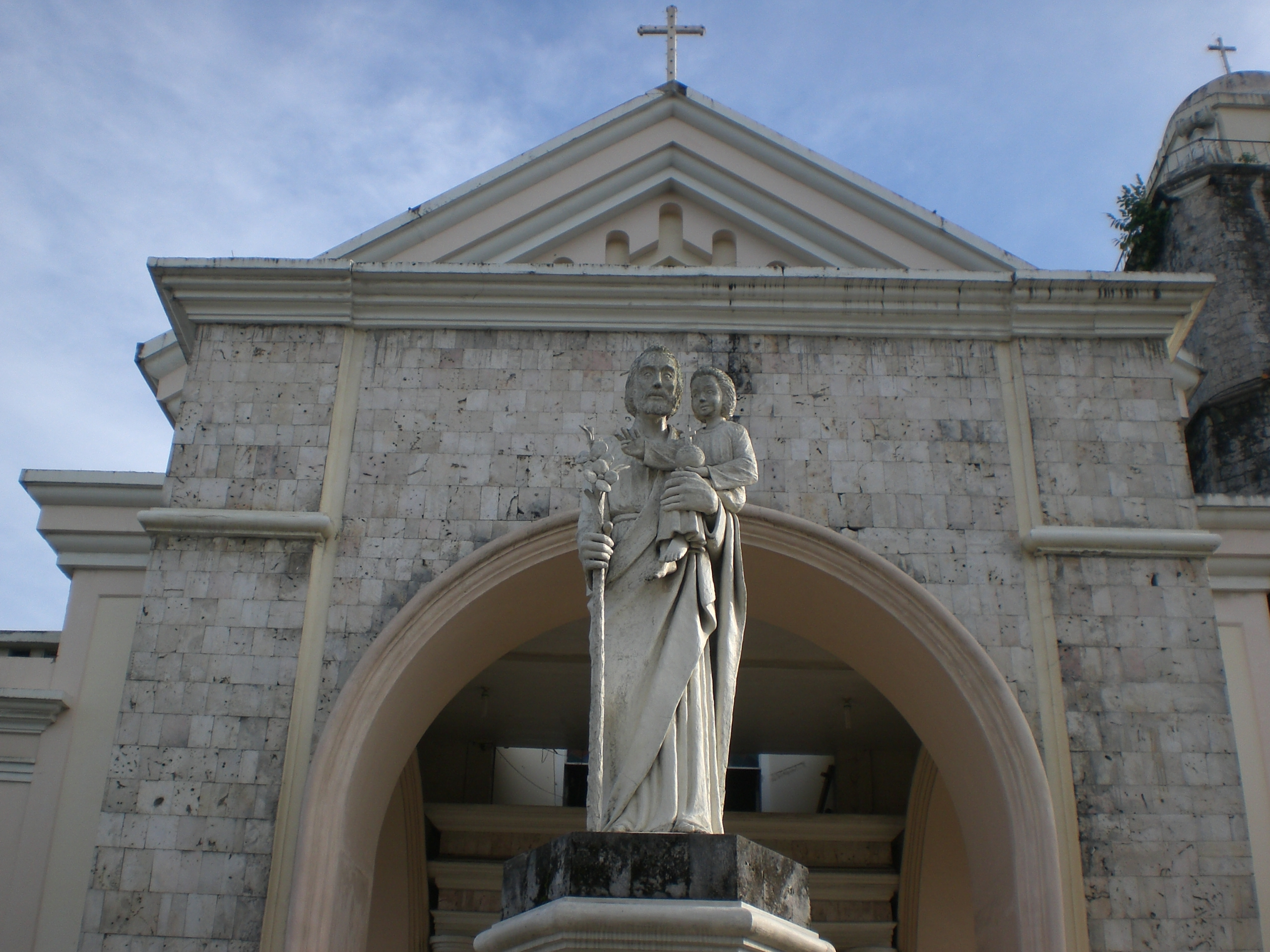
La estatua de San José con el Niño Jesús

Las paredes internas están adornadas con imágenes históricas y patrones de madera. El altar conserva las imágenes del siglo XVIII, con una representación de San José Obrero entronizado en el centro y flanqueado por San Roque y San Vicente Ferrer a ambos lados. Encima del trono hay una imagen de Nuestra Señora de Lourdes, que según la narrativa popular fue una donación por parte de María Isabel de Borbón. Detrás de la catedral se encuentra la casa rectoral, un edificio de tres plantas erigido sobre un acantilado, con vistas a la bahía de Tagbilaran y, más hacia el horizonte, a la ciudad de Dauis.
La parroquia marca la solemnidad de San José Obrero cada 1 de mayo, que coincide con el Día Internacional de los Trabajadores, celebrado también en Filipinas. Entre las actividades habituales en esta fiesta se incluyen un desfile motorizado y una carrera fluvial.

## Historia

### Dominio español

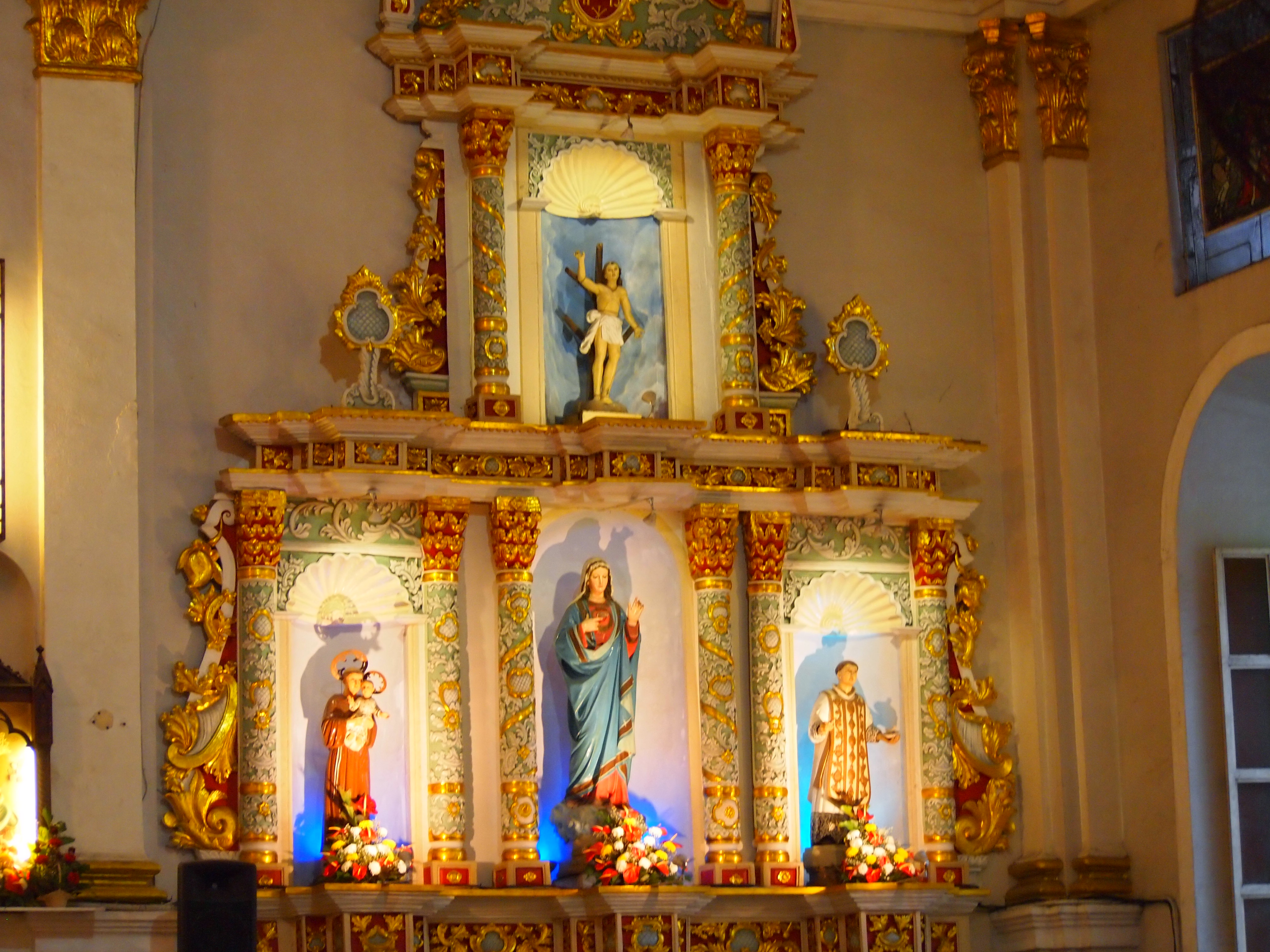
Uno de los altares laterales

Tagbilaran es una de las seis parroquias fundadas en 1595 por los misioneros jesuitas en Bohol. En 1768, tras la expulsión de la orden por Carlos III de todos los territorios españoles, la parroquia pasó a manos de los agustinos recoletos, y treinta años después, el 23 de diciembre de 1798, el edificio jesuita fue arrasado por un gran incendio. A pesar de las extensas reformas que se realizarían en el siglo XX (y que resultarían en una edificación completamente renovada), aún quedan resabios de los agustinos recoletos por todo el edificio, sobre todo en puertas, arcos y cornisas (incluso tras su posterior remodelación).

Los irreversibles daños causados a la estructura del edificio hicieron inviable su restauración, con lo que hubo que erigir un nuevo edificio en su lugar, que no conservaba los elementos y motivos arquitectónicos del edificio jesuita. De lo poco que quedó, cabe mencionar una lista de nombres de todos los frailes que formaban parte de su clero desde la primera década del siglo XVIII, que ha sido actualizada desde entonces. Esta lista está accesible al público a la entrada a la catedral. Las autoridades filipinas han atribuido la reconstrucción de la iglesia y su ampliación entre 1839 y 1855 a un tal fray Valero de San Pascual, como queda indicado en la placa conmemorativa a la entrada al edificio. Si bien, según expertos, este fraile nunca existió, si bien el párroco agustino de la iglesia se llamaba Valerio de San Sebastián, mientras que el anterior se llamaba Manuel de San Pascual; es probable que se hayan mezclado ambos nombres.

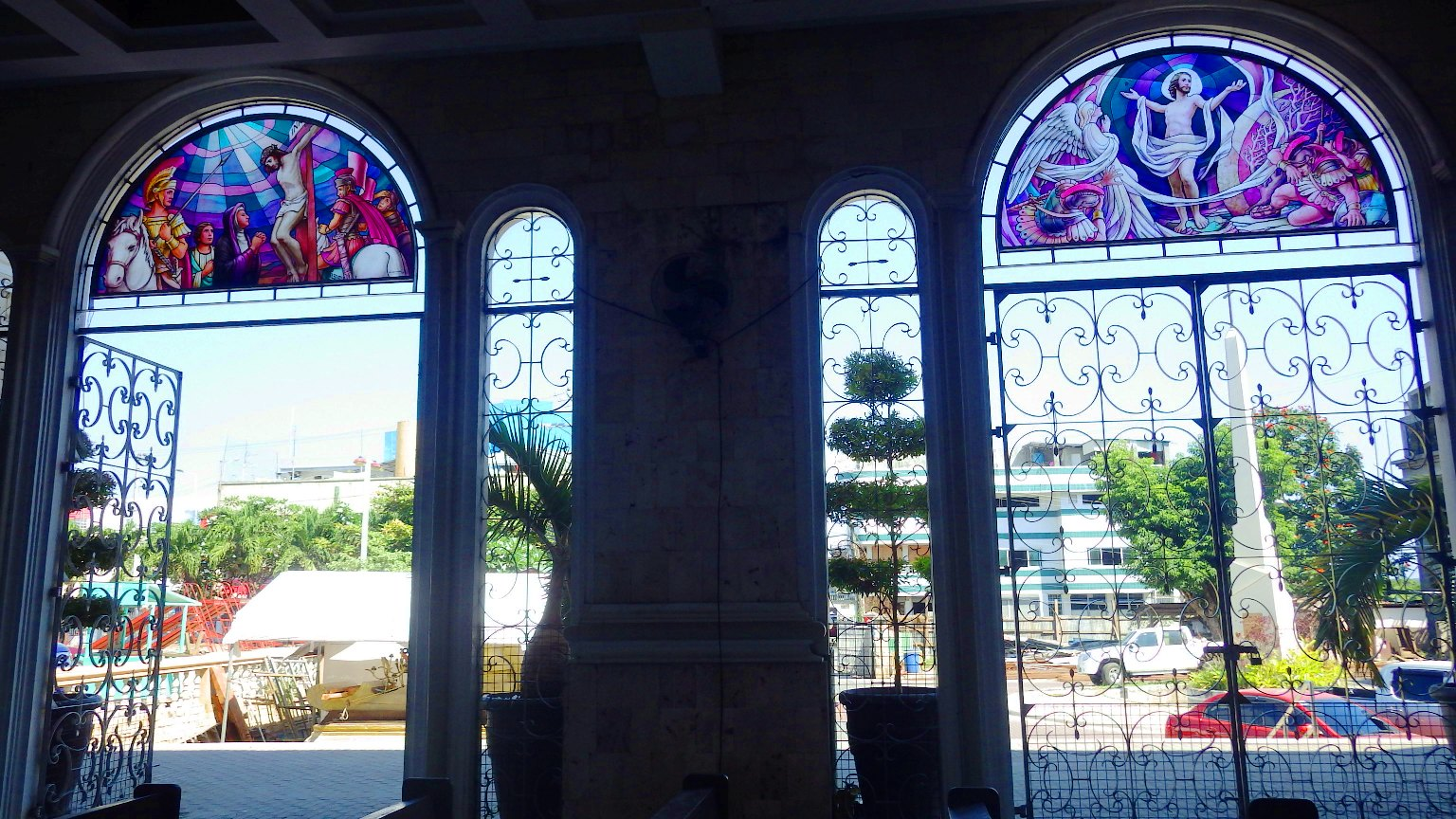
Puertas arqueadas y vitrales

Entre 1884 y 1894, bajo la dirección del fraile zaragozano Enciso Escolástico (oriundo de Tarazona), las instalaciones de la iglesia fueron reformadas, con la incorporación de cornisas de hierro, baldosas encáusticas en los suelos y lámparas de araña.

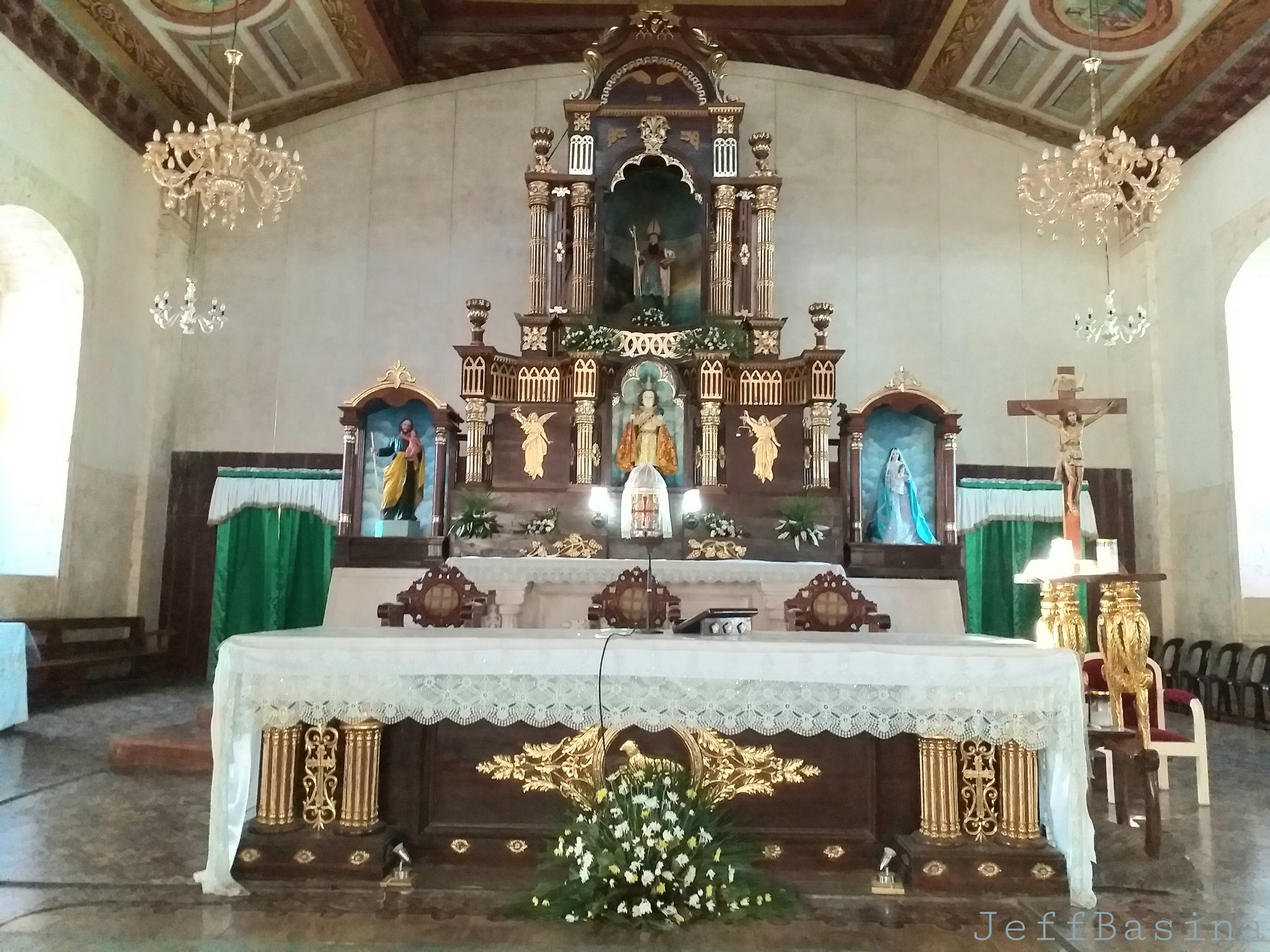
El altar mayor de finales del

### SiglosXX-XXI
Con la creación de la diócesis de Tagbilaran en 1941, la iglesia fue elevada al estatus de catedral. La segunda mitad del siglo XX vio un resurgimiento en la construcción y reconstrucción de iglesias en Filipinas, y especialmente en la provincia de Bohol. En esta época hubo tres mejoras importantes del edificio de la catedral de Tagbilaran y sus dominios. Entre 1945 y 1951, se empleó el hormigón armado para reemplazar el suelo de madera en todos los espacios interiores del edificio, se quitaron los frescos originales y se colocaron cornisas narrativas; estas obras se realizaron bajo la supervisión del obispo Julio Rosales. En tiempos del obispo Manuel Mascariñas (más tarde arzobispo de Palo), se reconstruyeron por completo la fachada de la iglesia y su coro, se renovaron los muros interiores y exteriores y se amplió el presbiterio, motivo por el cual se tuvo que recolocar el altar mayor, retrocediéndose unos tres metros.
Entre 1977 y 1989, la plaza de la catedral fue cercada con una valla de cemento, se ampliaron el convento y las dependencias parroquiales, se incorporó al edificio un tejado completamente renovado y se construyó la Capilla de Adoración Perpetua bajo dirección del arquitecto Pelagio Dompor. Las obras de renovación se retomaron un par de años después, con la mayor y más reciente reforma, realizada entre 1991 y 1997, que es cuando se acondicionaron los terrenos circundantes de la catedral, dotándoles de jardines y elementos decorativos; a continuación se instalaron las vidrieras de la sala principal, se erigieron las nuevas alas del edificio, se renovó la capilla (apenas dos décadas tras su construcción), se instaló la estatua de San José Obrero frente a la fachada, donde originalmente había un pequeño obelisco, se reformó el pórtico con la incorporación de más elementos decorativos, y se reforzó el enfoscado de la torre campanario. 
La catedral resultó muy dañada en el terremoto de Bohol de 2013, motivo por el que tuvo que someterse a importantes obras de reconstrucción, incluida la quadratura (pintura del techo al estilo italiano) de la sala principal.